# Tatwine
Tatwine o Tatwin (670 – 30 luglio 734) è stato un arcivescovo, scrittore e grammatico anglosassone, venerato come santo dalla Chiesa cattolica.

## Biografia

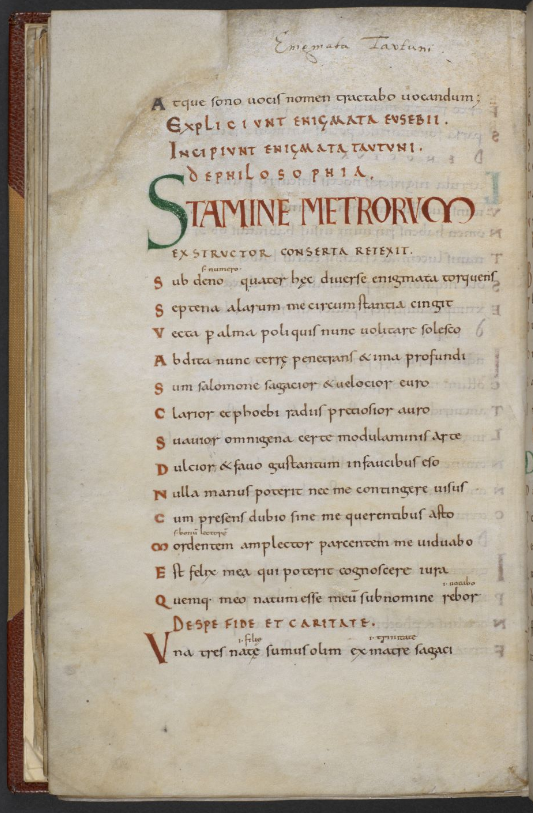
Gli indovinelli di San Tatwine

Tatwine nacque nel regno di Mercia intorno al 670 e divenne monaco e poi abate nel monastero di Breedon on the Hill.
Grazie all'influenza di Aethelbald di Mercia, Tatwine fu nominato arcivescovo di Canterbury e consacrato il 10 giugno 731. Fu uno dei numerosi religiosi della Mercia ad essere consacrati vescovi durante gli anni 730 e 740. Il suo episcopato non fu particolarmente ricco di eventi, se non per la consacrazioni dei vescovi di Lindsey e Selsey.
Morì il 30 luglio 734.

## Genealogia episcopale e successione apostolica
La genealogia episcopale è:
- Arcivescovo Gonduino di Lione
- Arcivescovo Bertoaldo di Canterbury
- Vescovo Daniel di Winchester
- Arcivescovo Tatwine

La successione apostolica è:
- Vescovo Alwig (733)
- Vescovo Sigeferth (733)

## Opera
Descritto da Beda il Venerabile come "vir religione et Prudentia insignis, sacris quoque literis nobiliter instructus", Tatwine fu autore di diverse opere. L'Ars Gramattica Tatuini, sopravvissuta in quattro manoscritti, è una delle due grammatiche latine scritte nell'Inghilterra dell'VIII secolo pervenuteci; in essa Tatwine rielabora l'Ars Minor di Elio Donato, ampliandola con informazioni di grammatici quali Prisciano e Consenzio. Fu scritta prima della sua consacrazione ad arcivescovo e fu utilizzata non solo nelle isole britanniche, ma anche nell'Europa continentale.
Inoltre fu autore di almeno 40 indovinelli (o enigmi), ispirato dagli Enigmata dell'Epistola ad Acircium di Aldelmo di Malmesbury.